# Gunung Pucuk Angkasan
Gunung Pucuk Angkasan är ett berg i Indonesien.   Det ligger i provinsen Aceh, i den västra delen av landet, 1 600 km nordväst om huvudstaden Jakarta. Toppen på Gunung Pucuk Angkasan är 2 887 meter över havet, eller 629 meter över den omgivande terrängen. Bredden vid basen är 12,7 km.
Terrängen runt Gunung Pucuk Angkasan är bergig åt nordost, men åt sydväst är den kuperad. Runt Gunung Pucuk Angkasan är det ganska tätbefolkat, med 67 invånare per kvadratkilometer. I omgivningarna runt Gunung Pucuk Angkasan växer i huvudsak städsegrön lövskog.